# Pleasant Ridge (Michigan)
Pleasant Ridge – miasto w Stanach Zjednoczonych, w stanie Michigan, w hrabstwie Oakland.